# Los Llanos (Panama)
Los Llanos è un comune (corregimiento) della Repubblica di Panama situato nel distretto di Ocú, provincia di Herrera. Si estende su una superficie di 98,7 km² e conta una popolazione di 2.110 abitanti (censimento 2010).